# Biserica reformată din Cinta

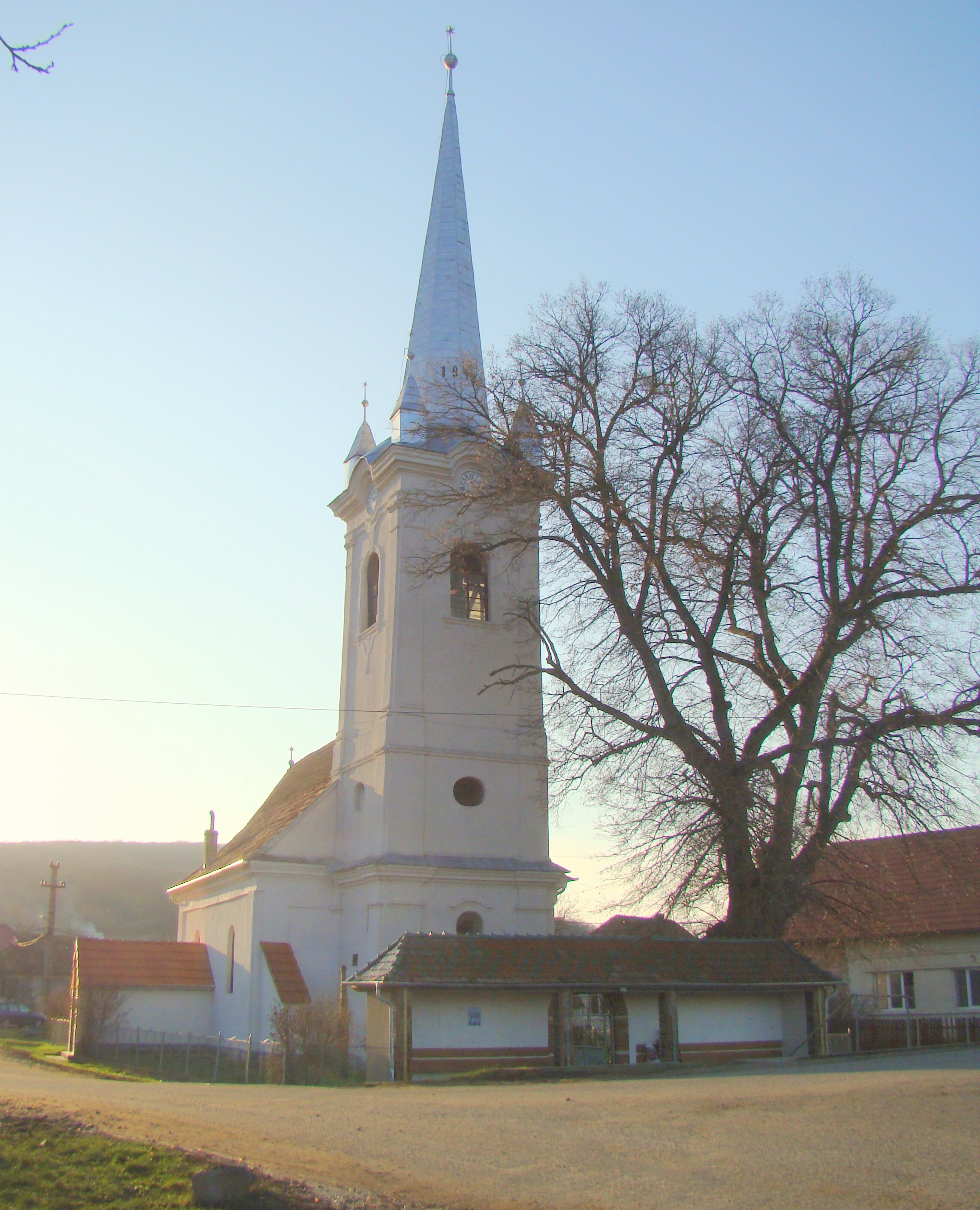
Biserica reformată din Cinta, comuna Crăciunești, județul Mureș, foto: decembrie 2019.

Biserica reformată din Cinta este un lăcaș de cult aflat pe teritoriul satului Cinta, comuna Crăciunești. A fost construită în 1794, înlocuind vechea biserică medievală.

## Localitatea
Cinta (în maghiară Fintaháza) este un sat în comuna Crăciunești din județul Mureș, Transilvania, România. Menționat pentru prima dată în anul 1457.

## Biserica
Biserica medievală, care nu avea turn, a fost demolată în 1794, an în care a început construirea actualei biserici. Amvonul său din 1693 este păstrat de la biserica anterioară.  În 1813 toate clădirile din sat, cu excepția bisericii, au fost distruse de un incendiu.

## Imagini din exterior

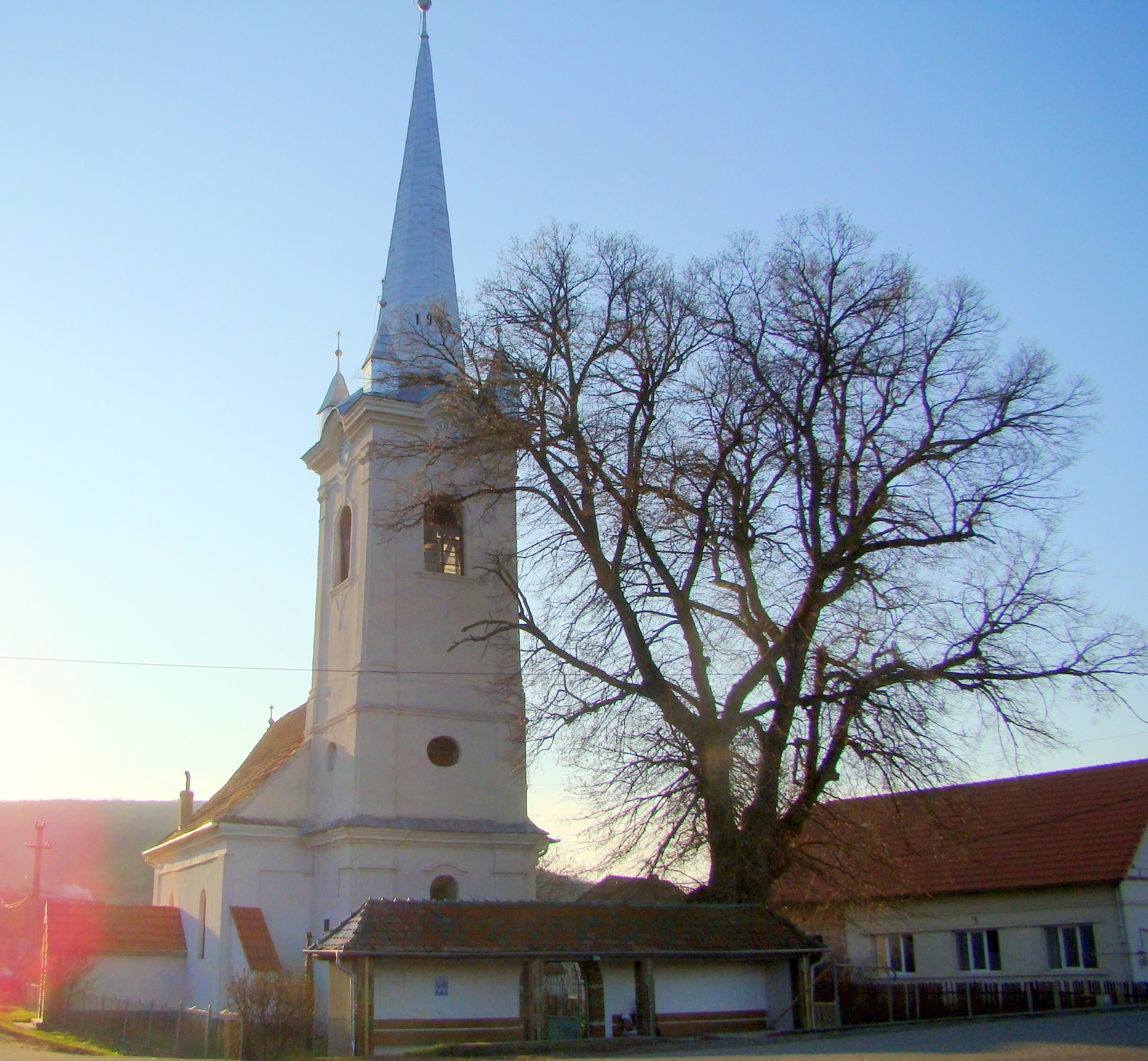
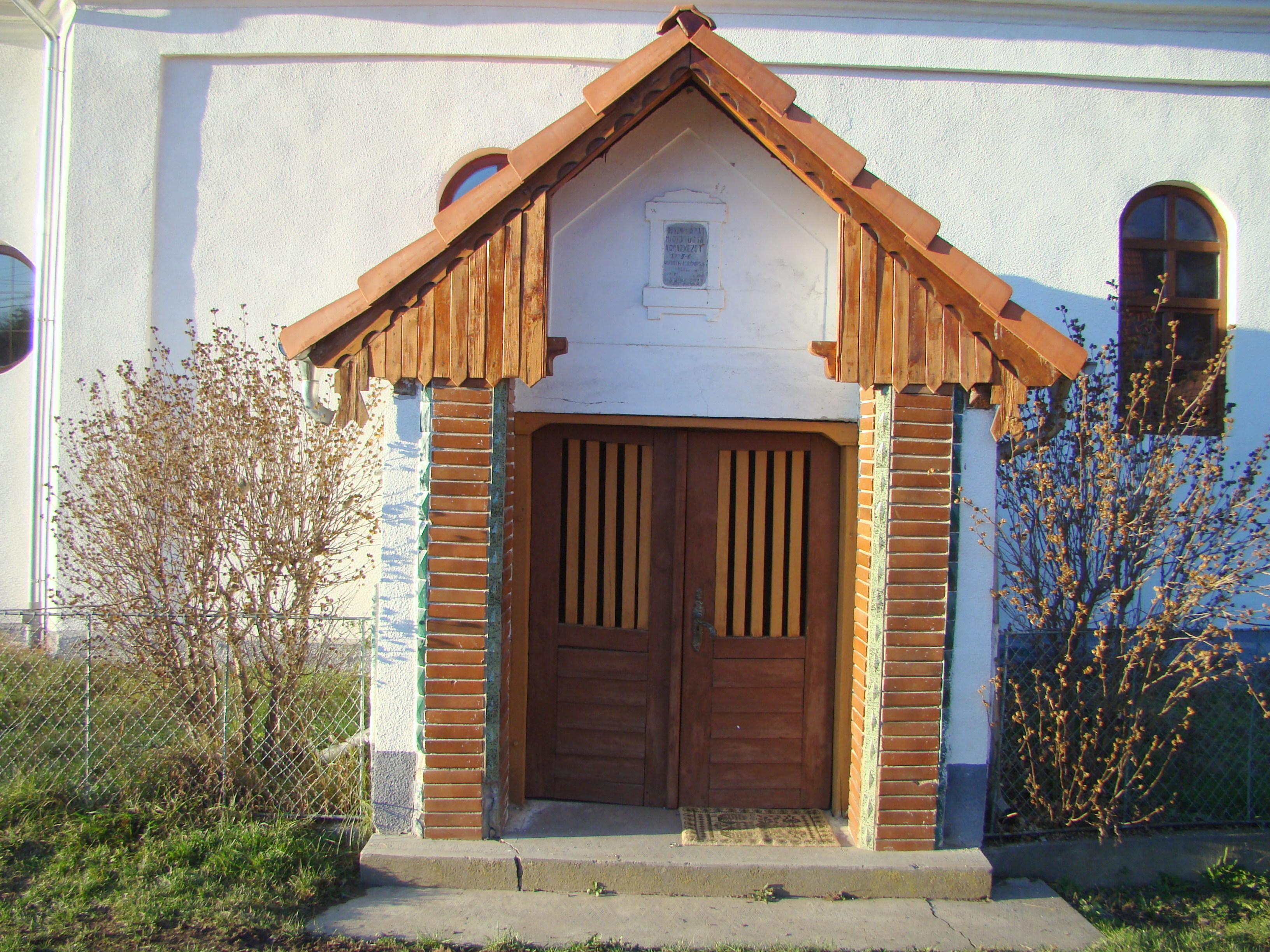
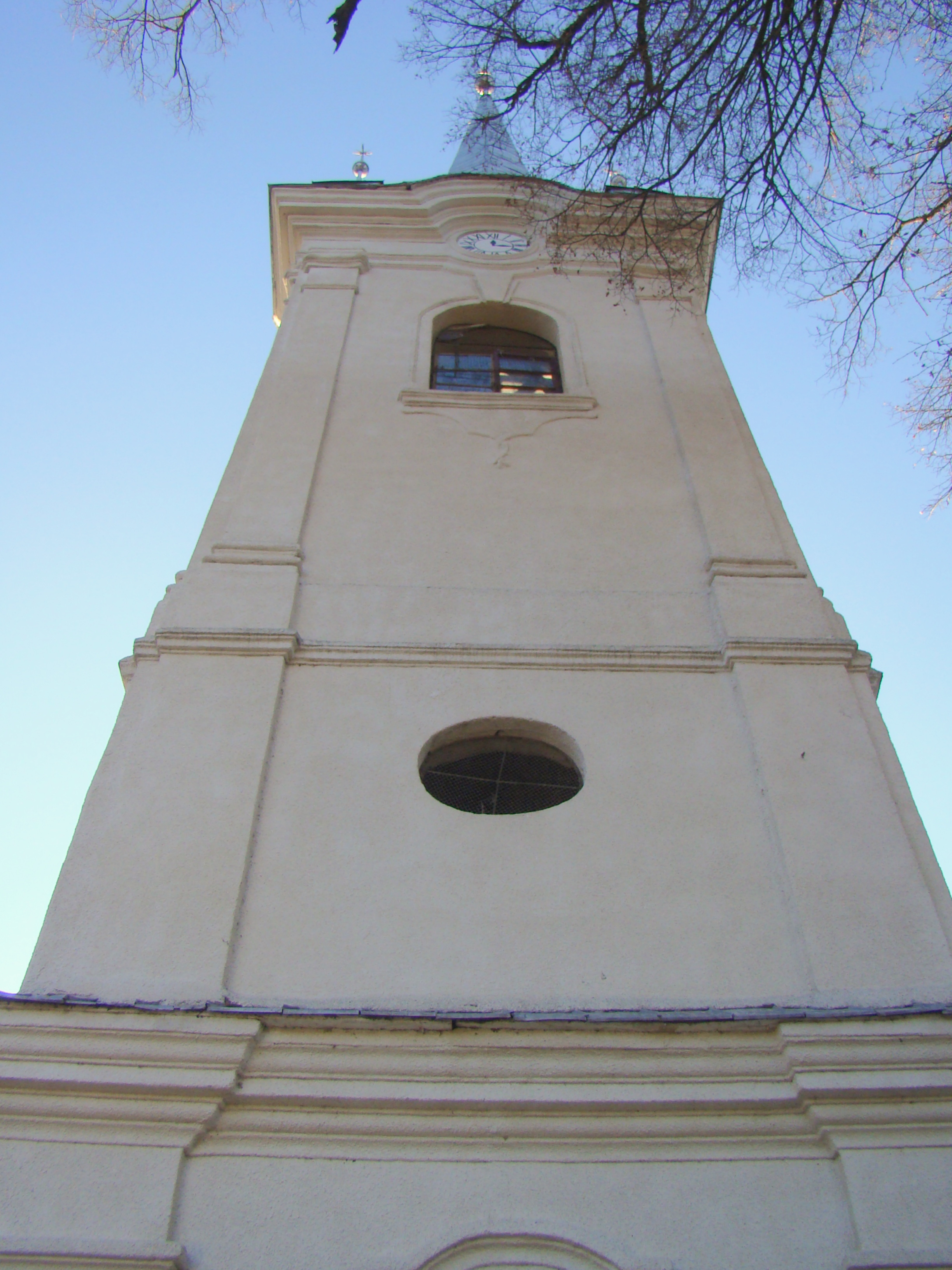
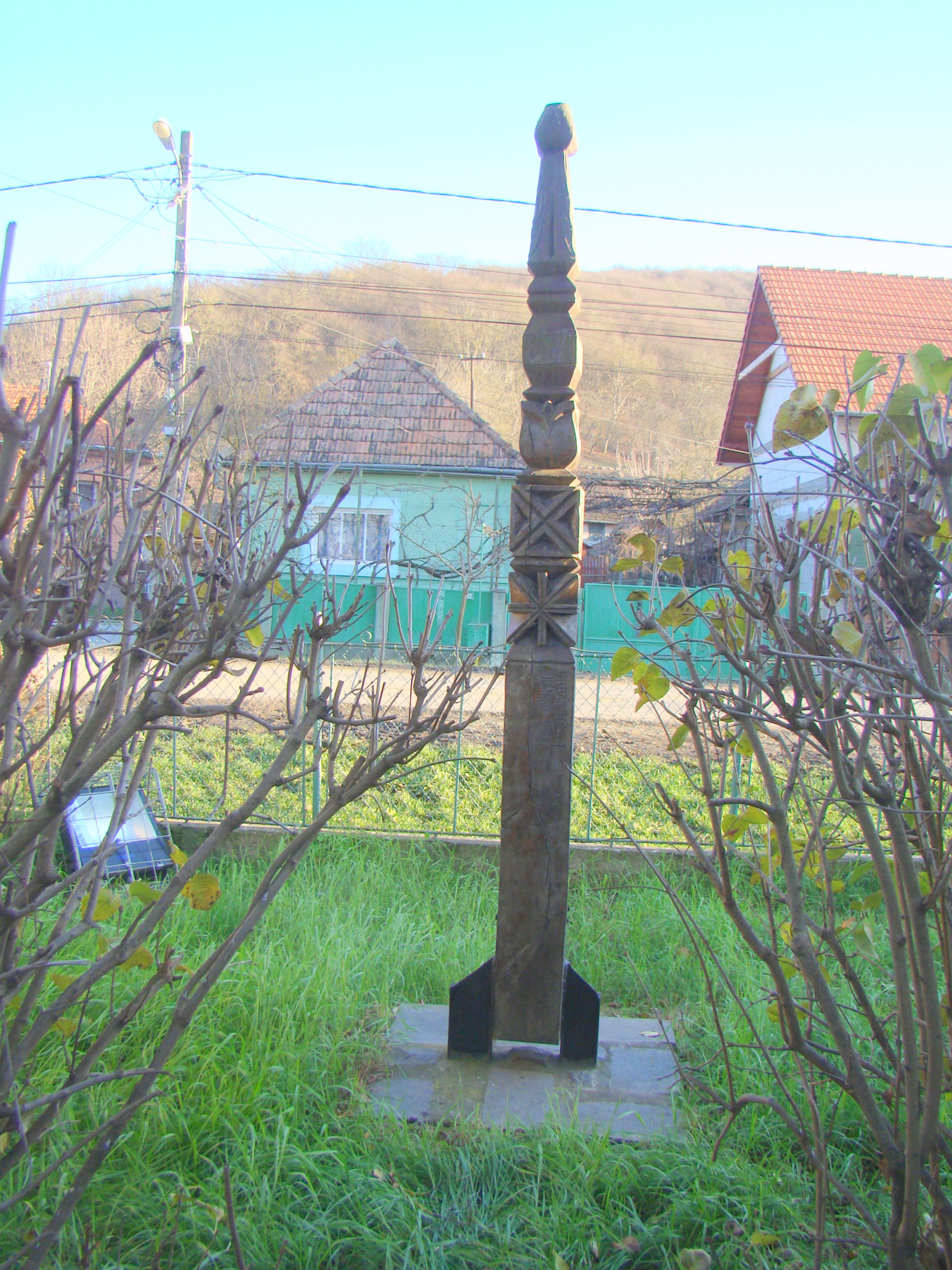
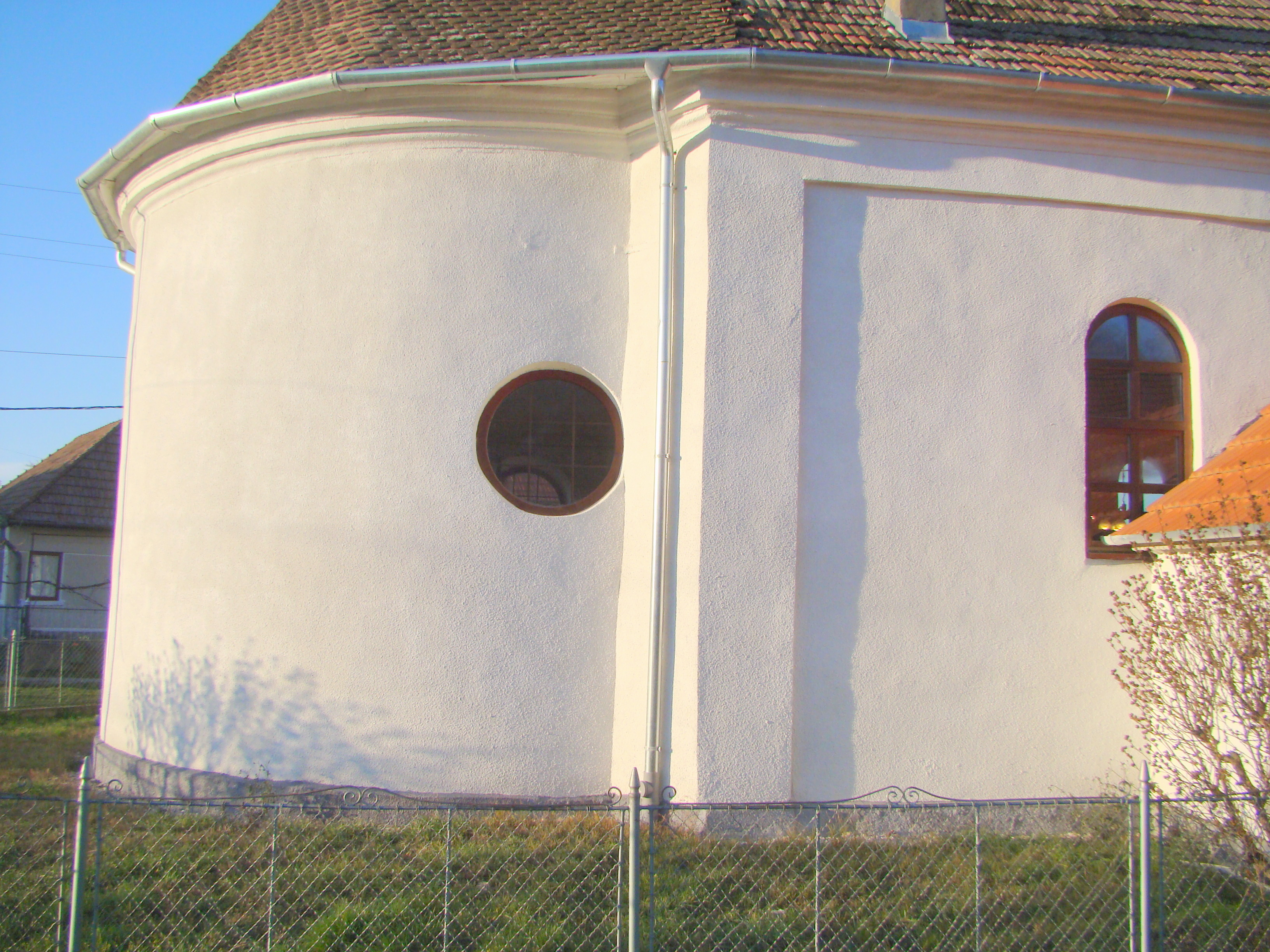
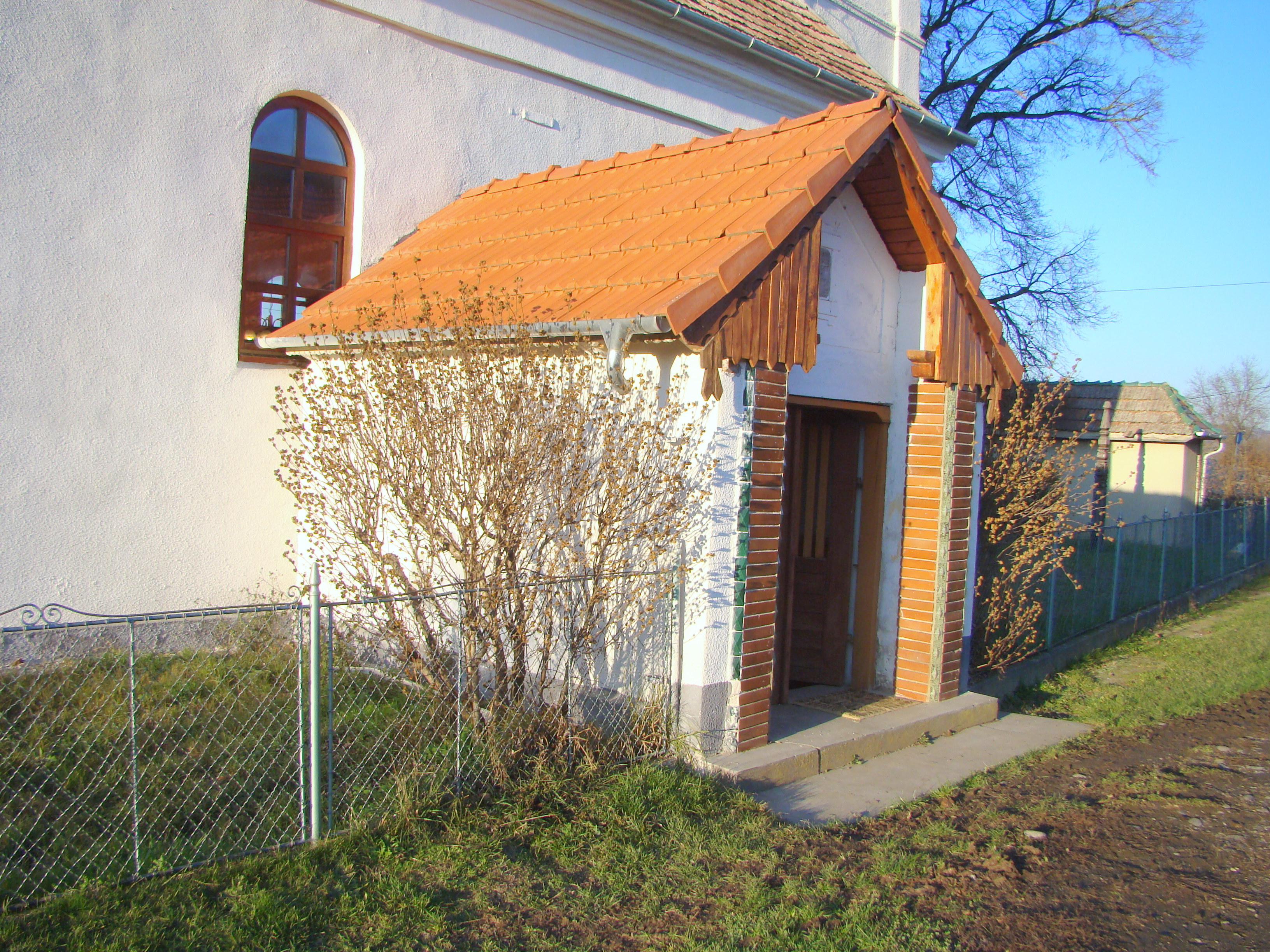
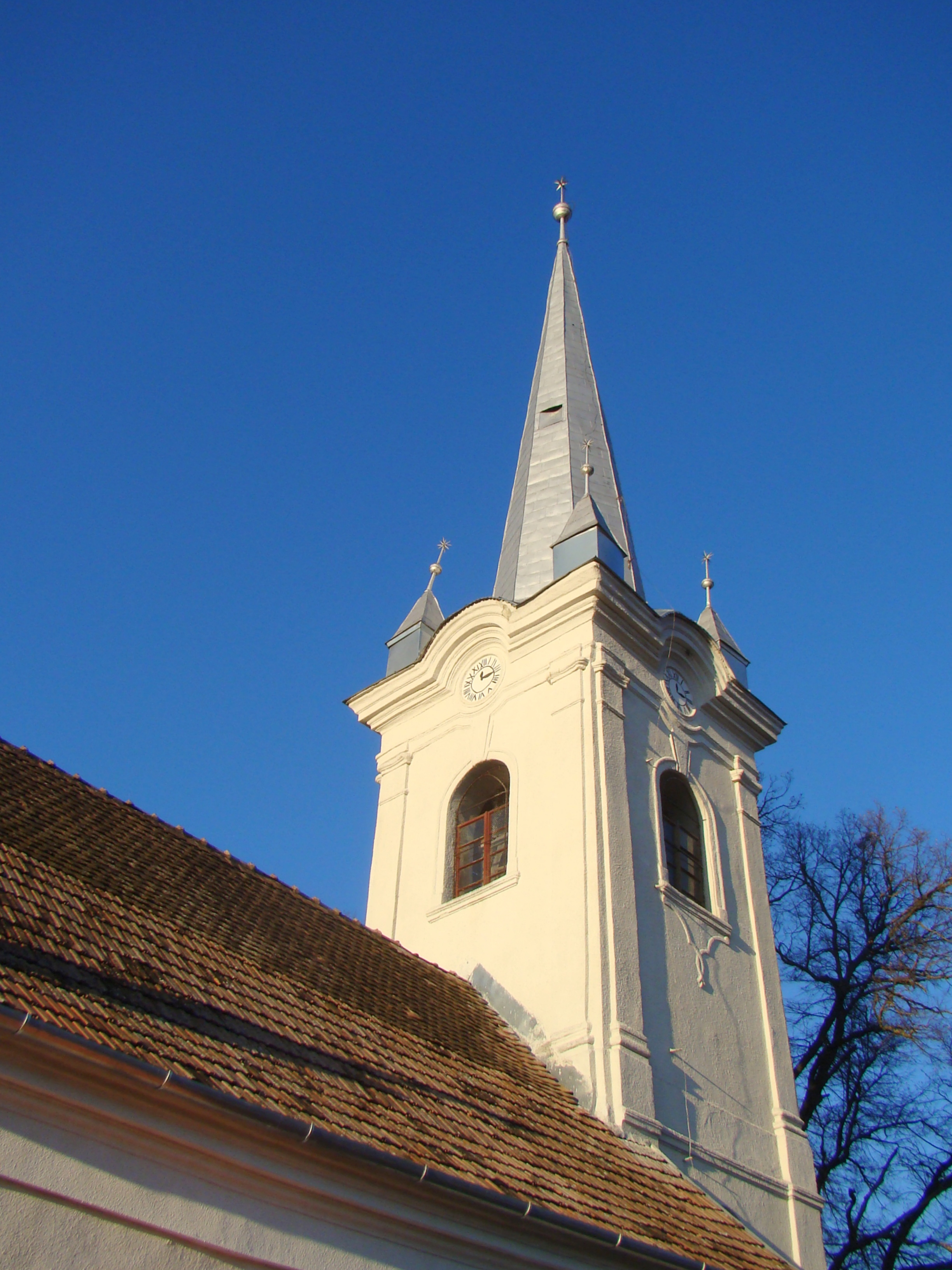
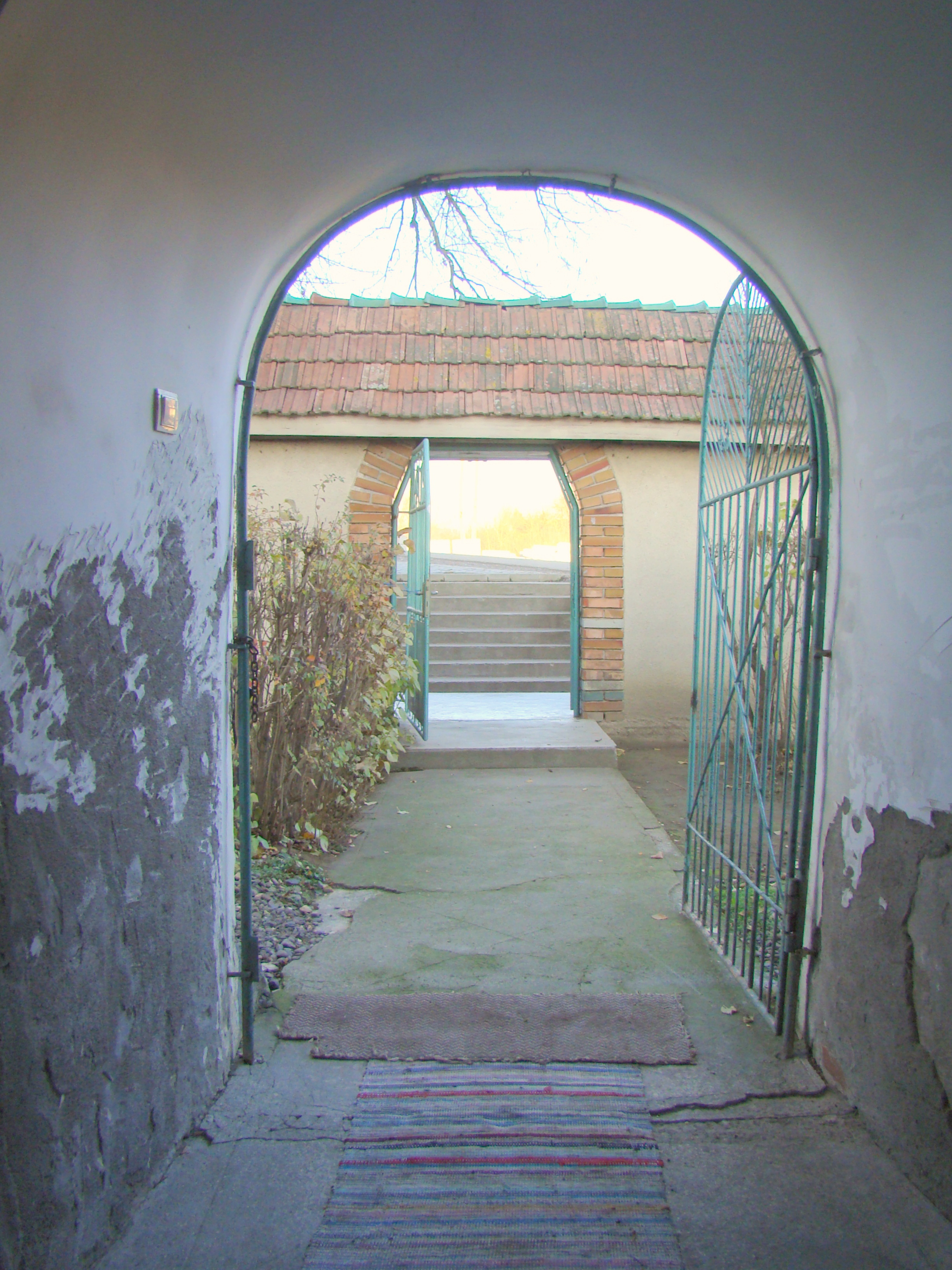
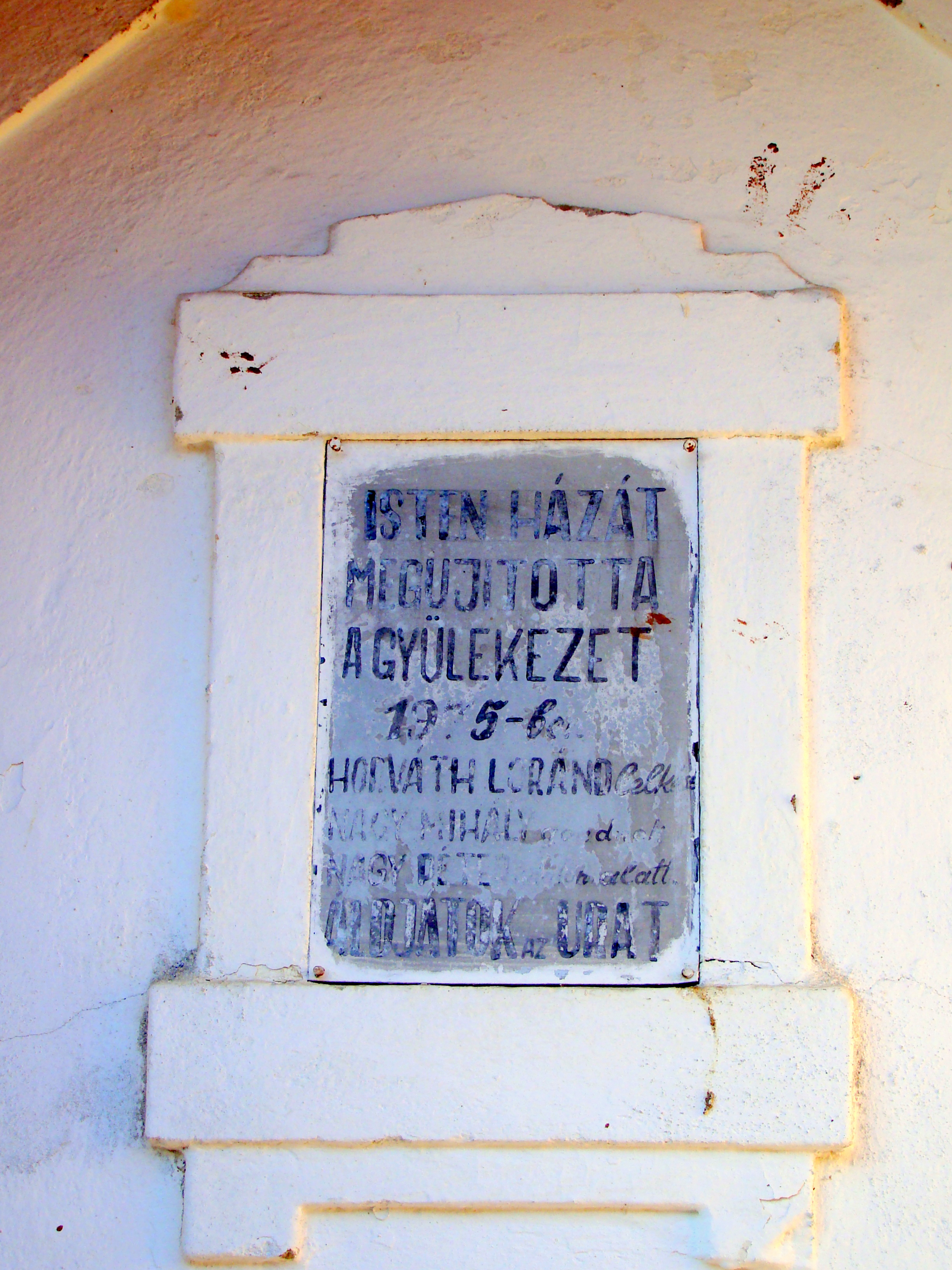
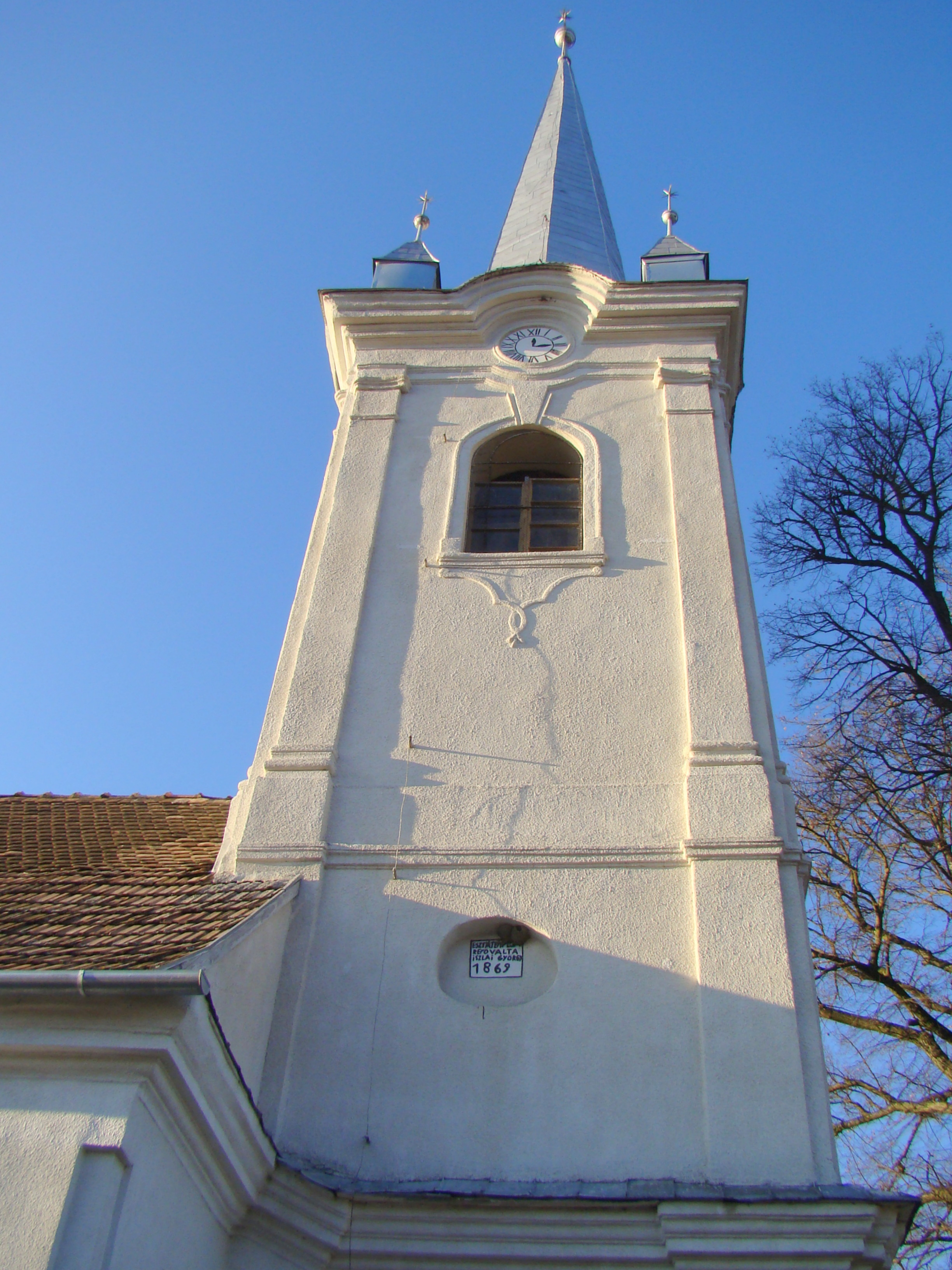

## Imagini din interior

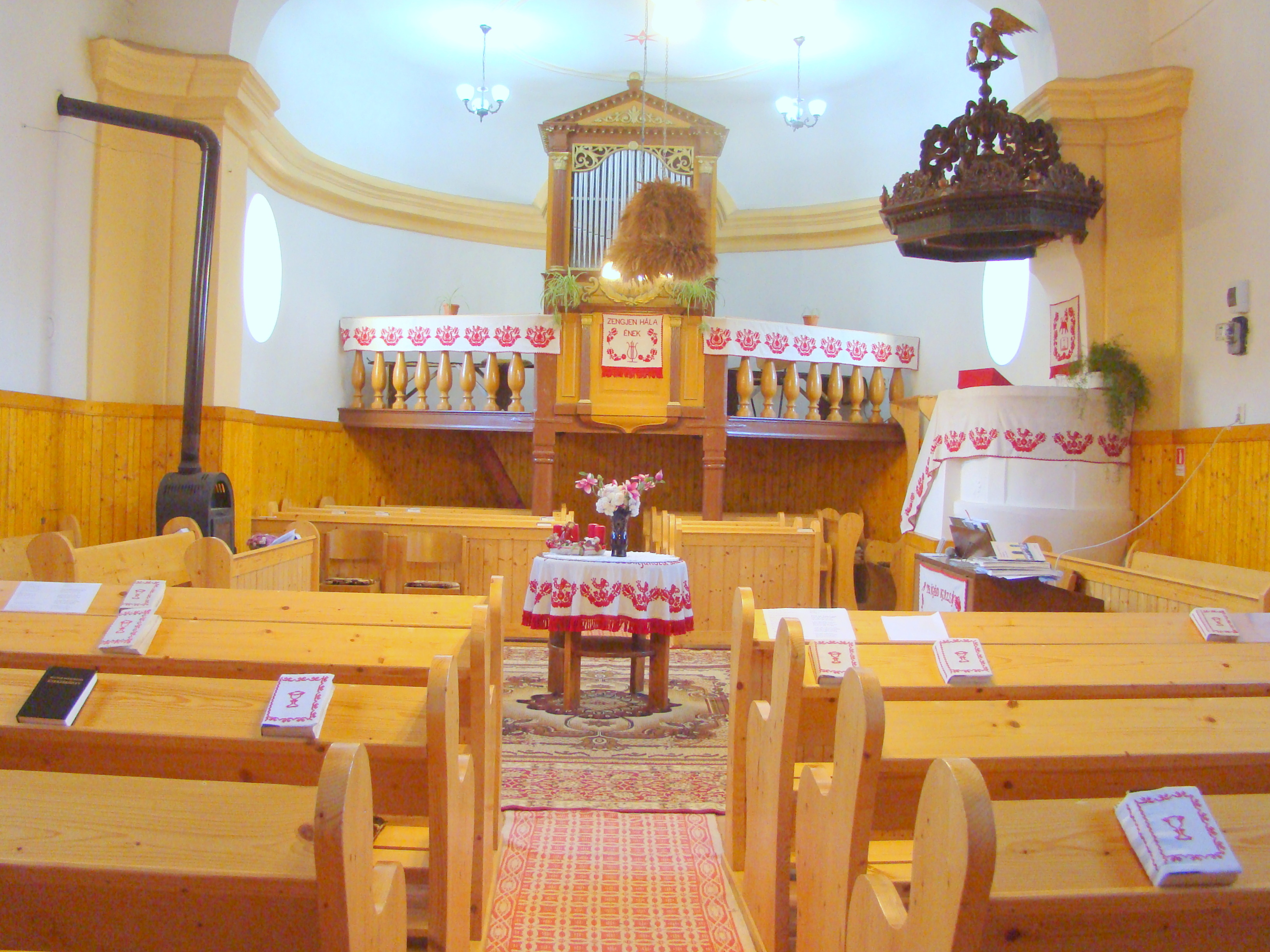
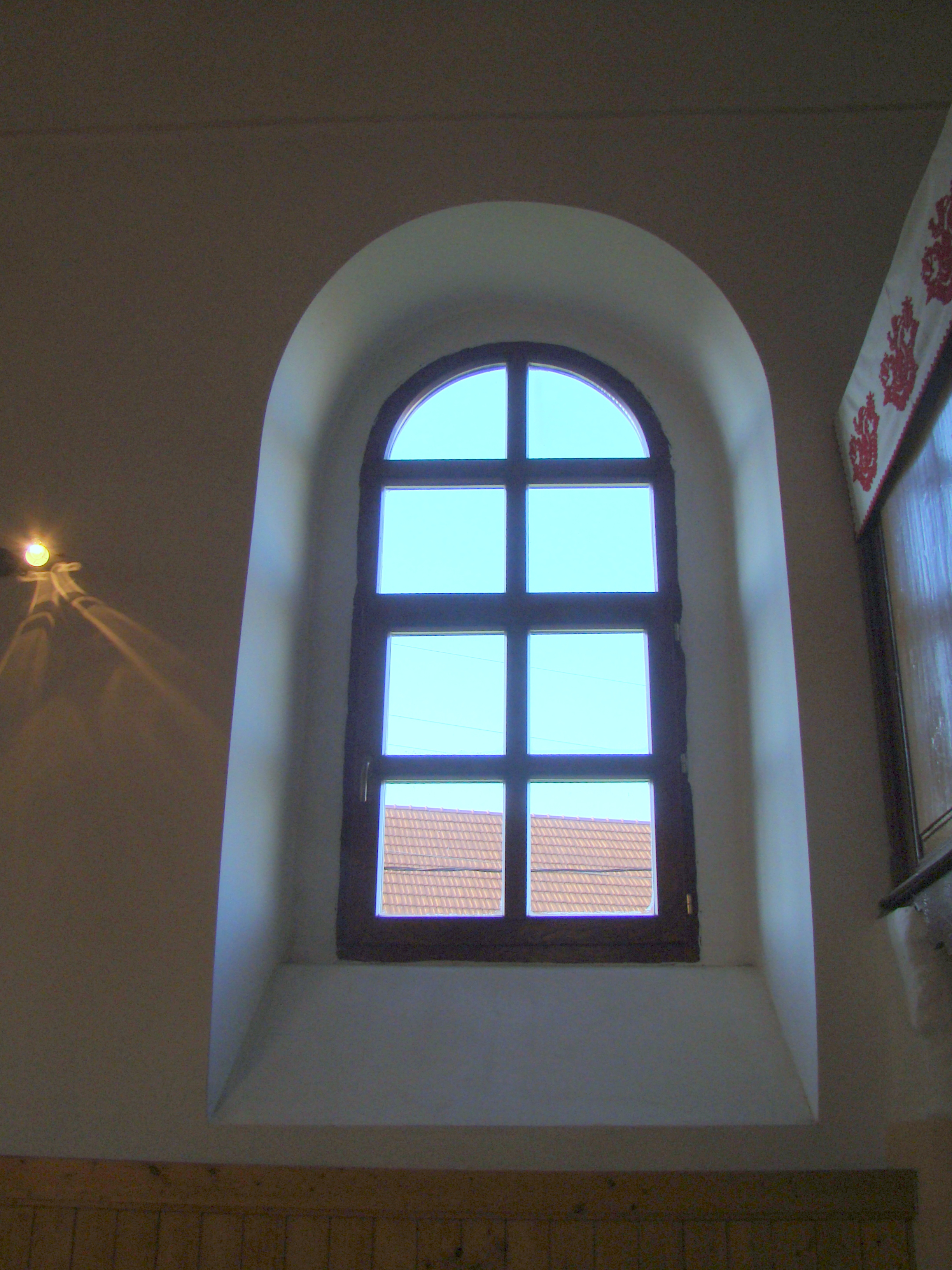
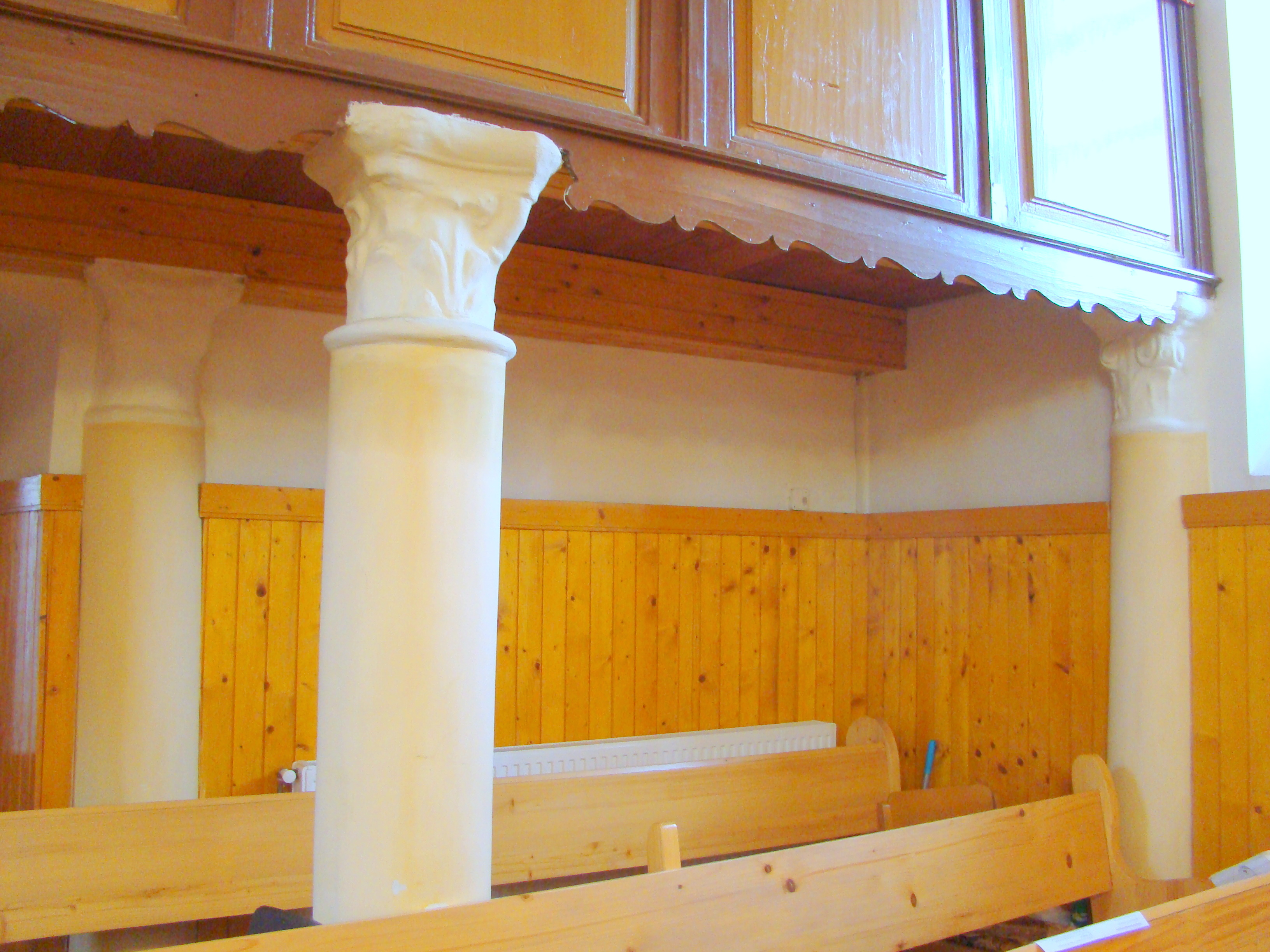
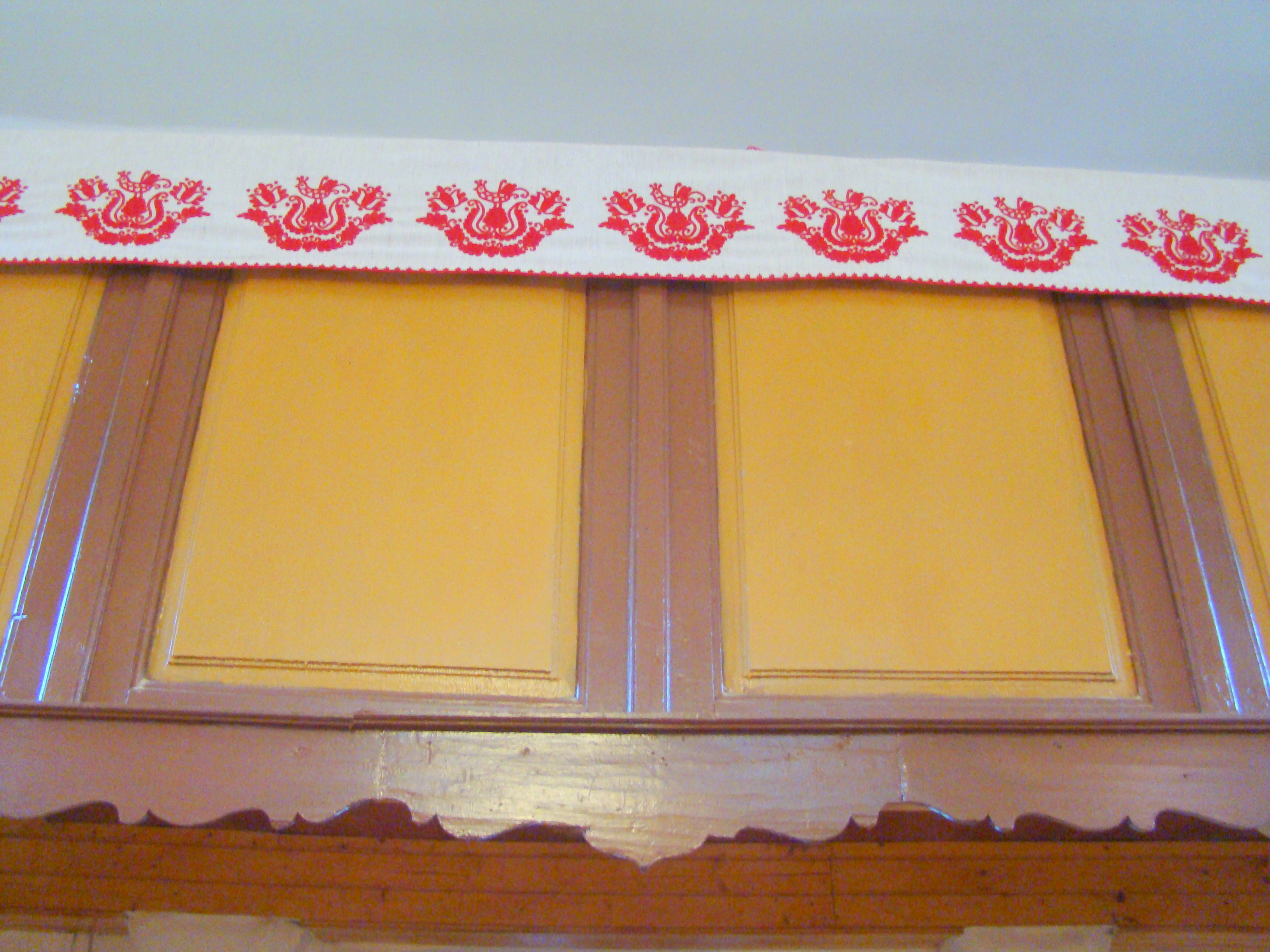
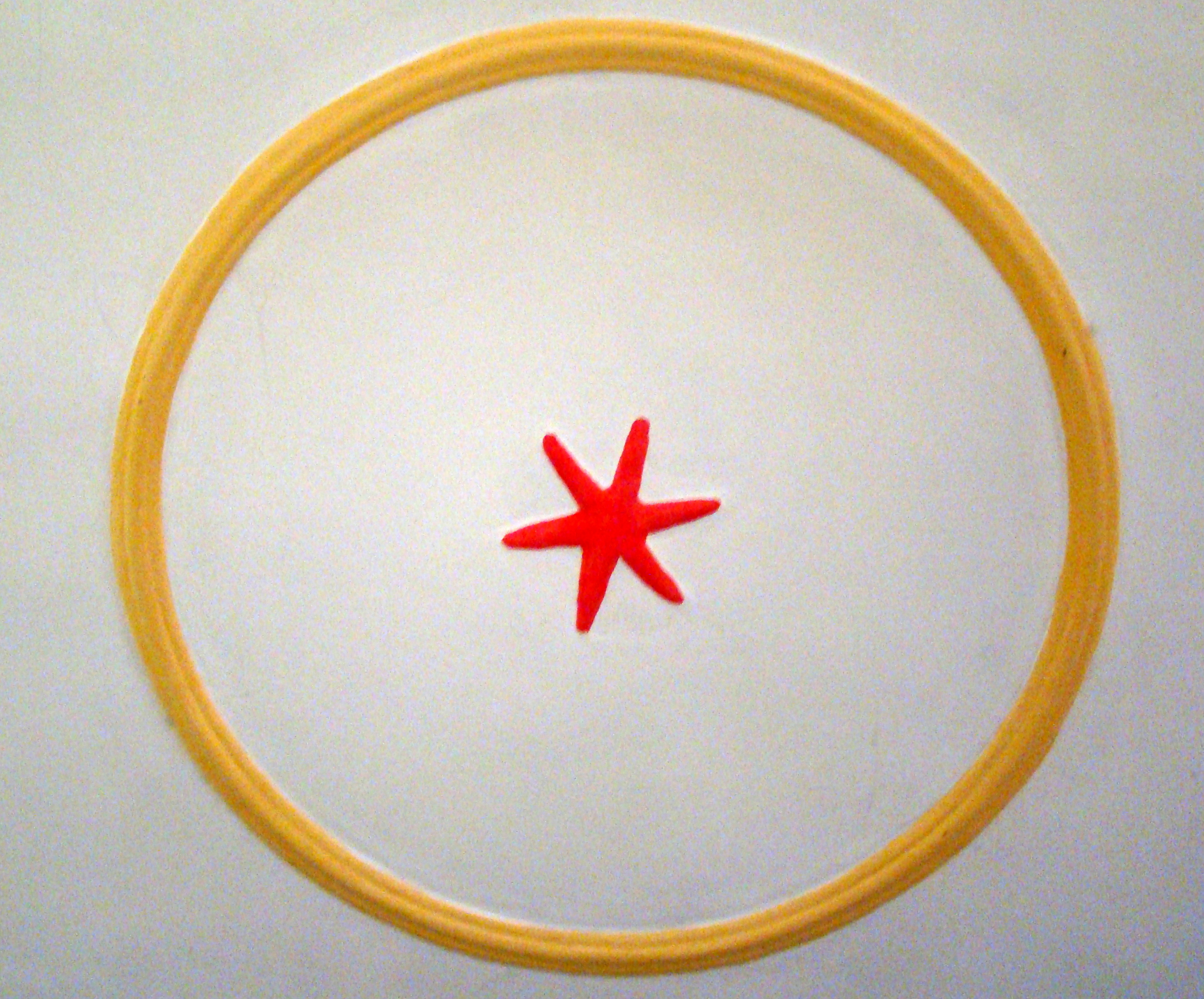
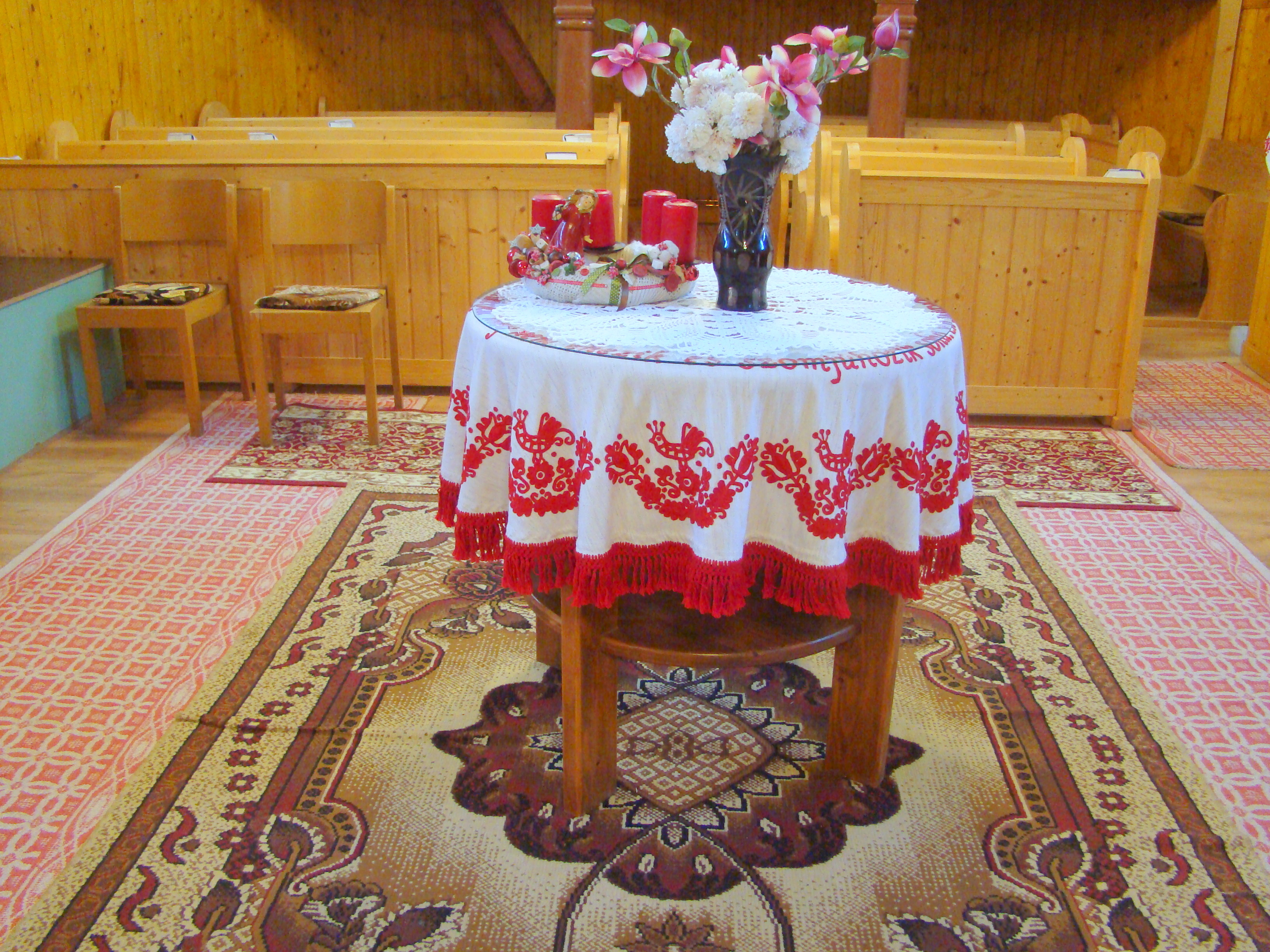
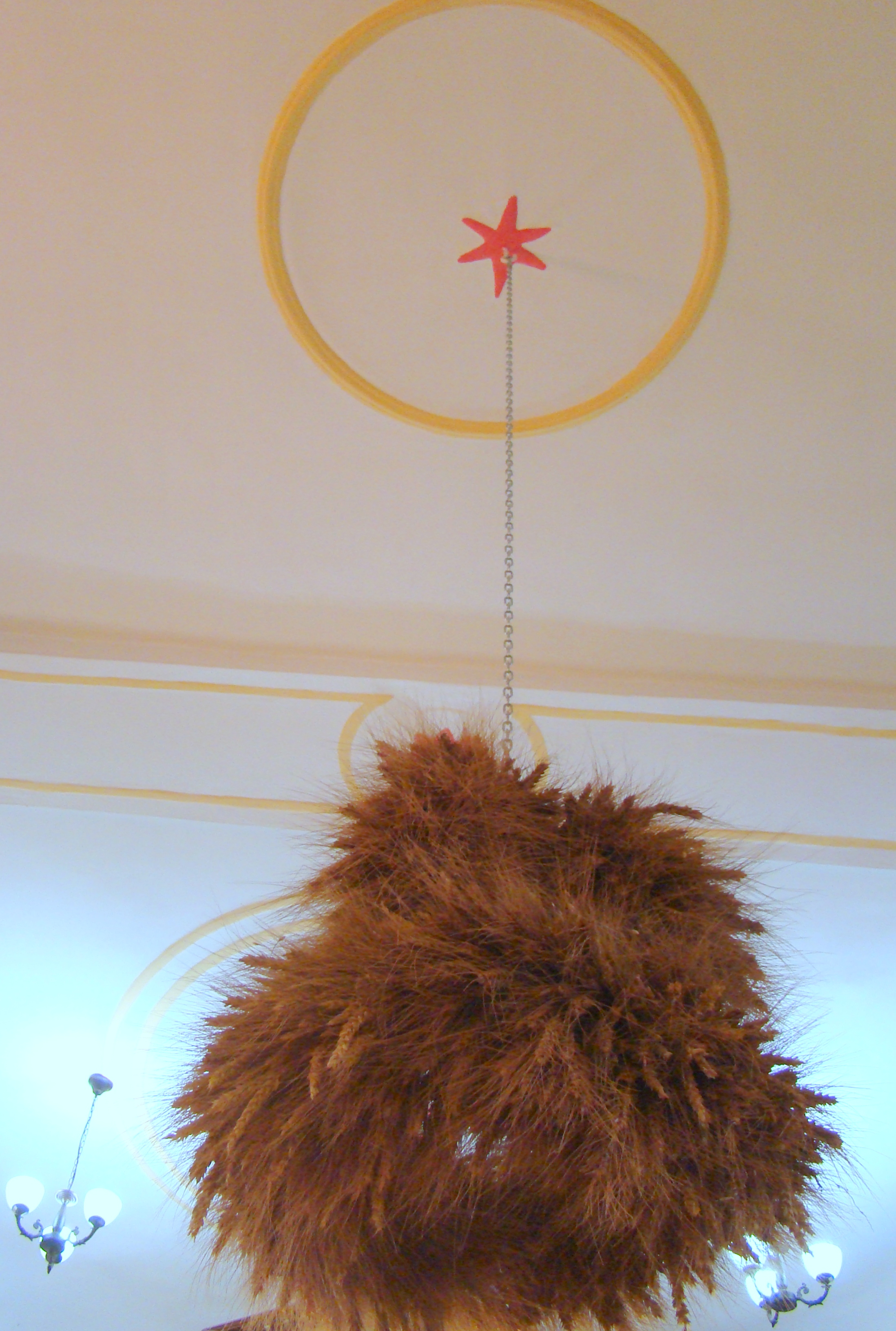
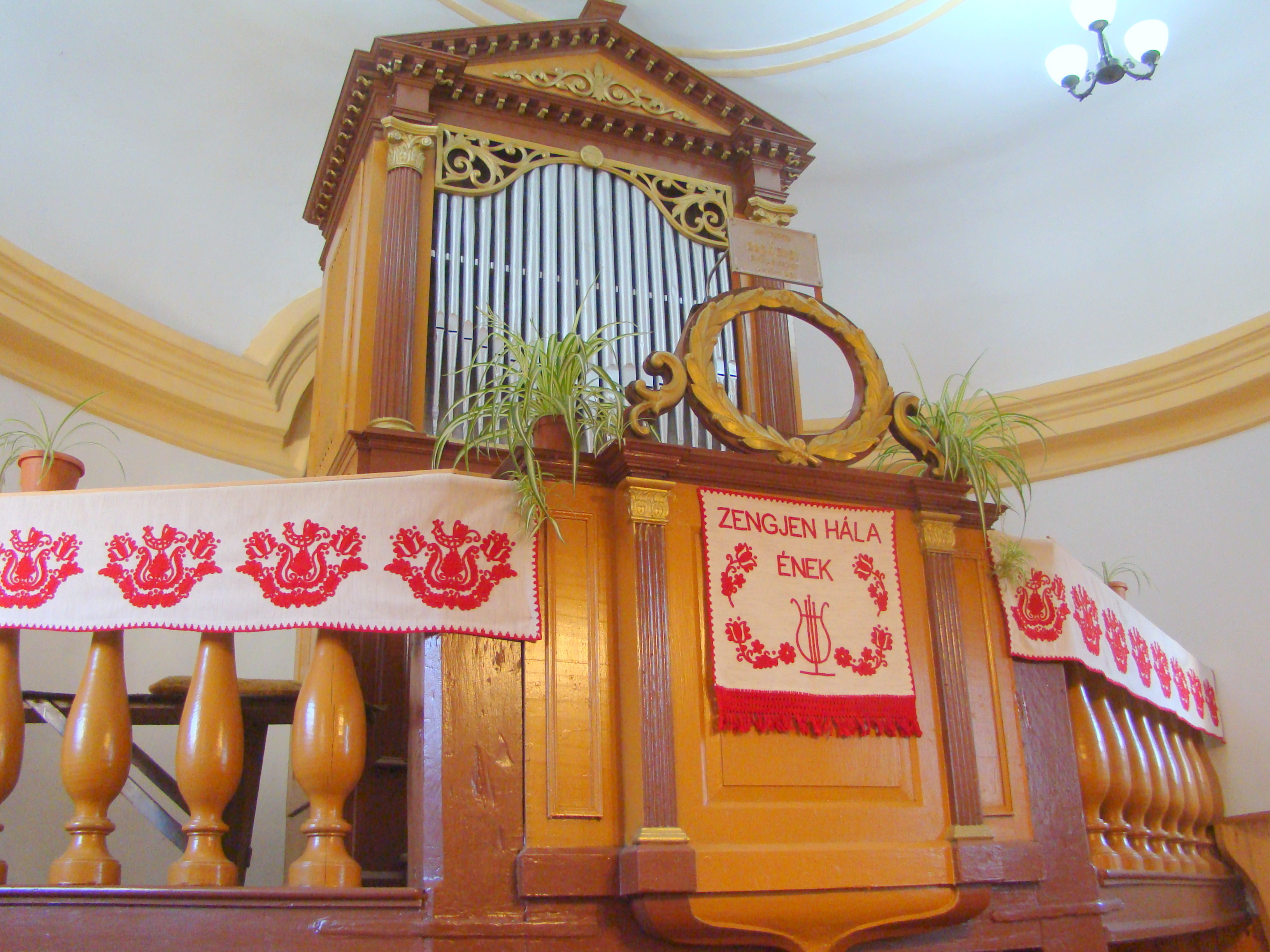
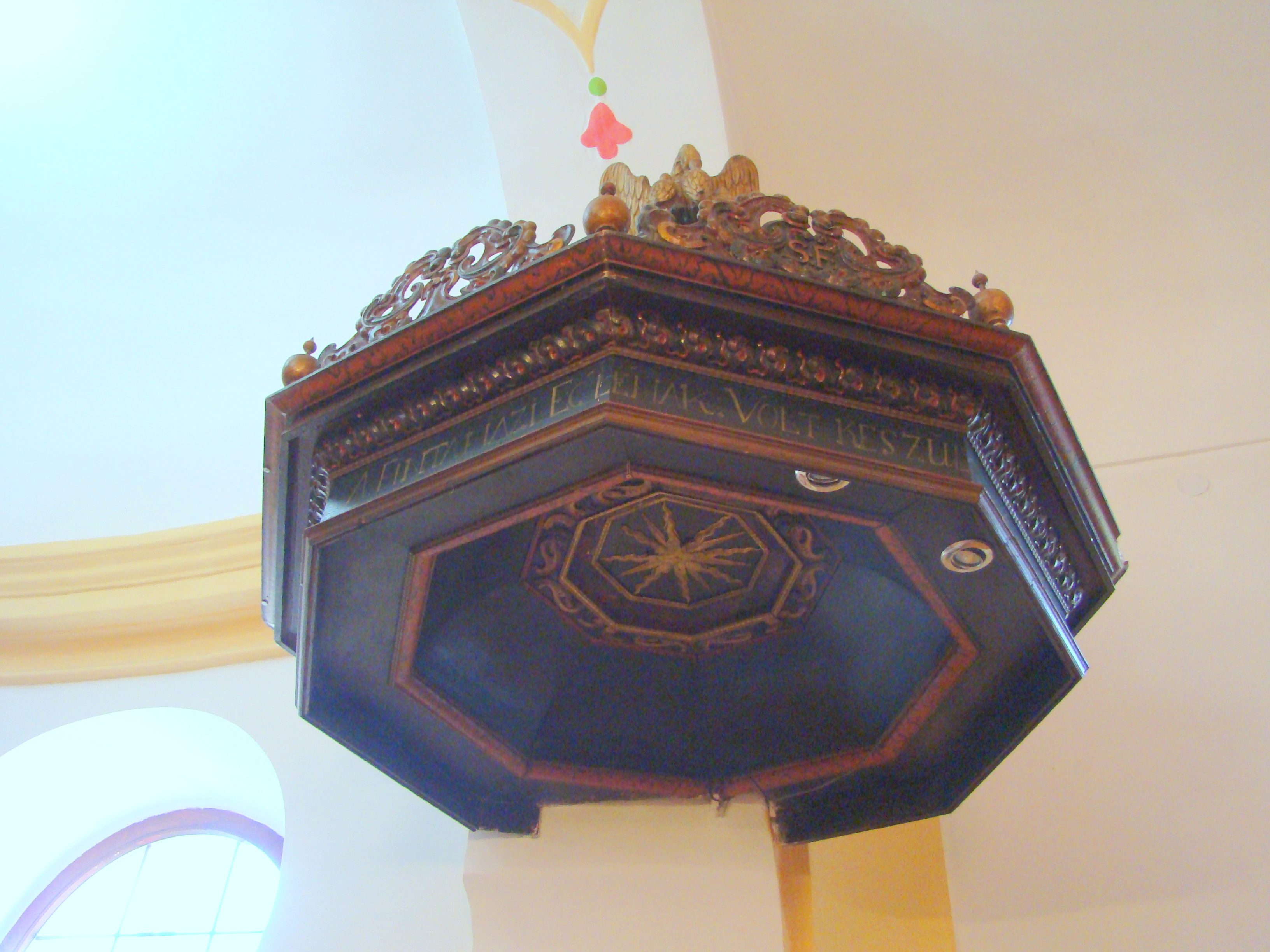
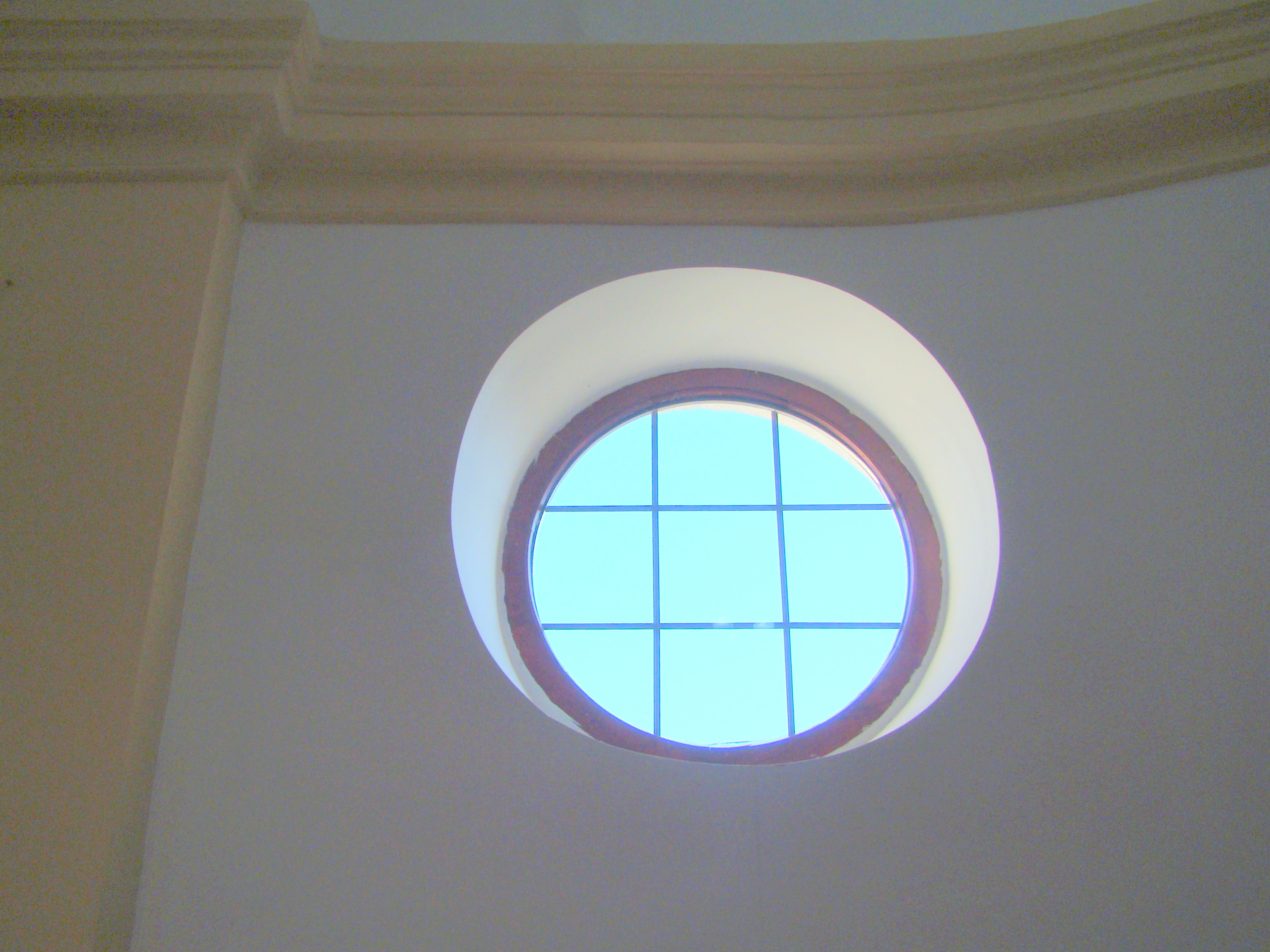
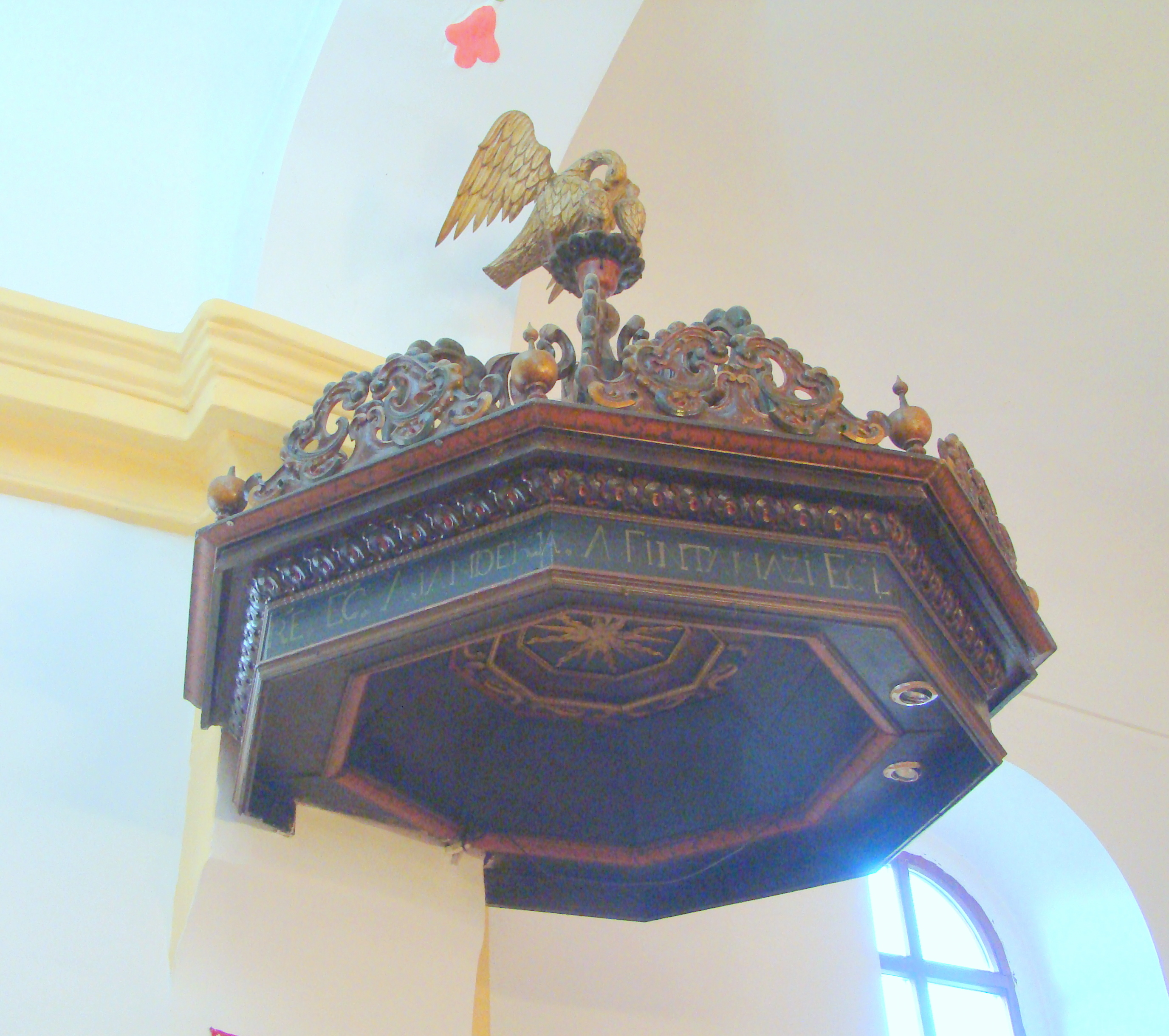
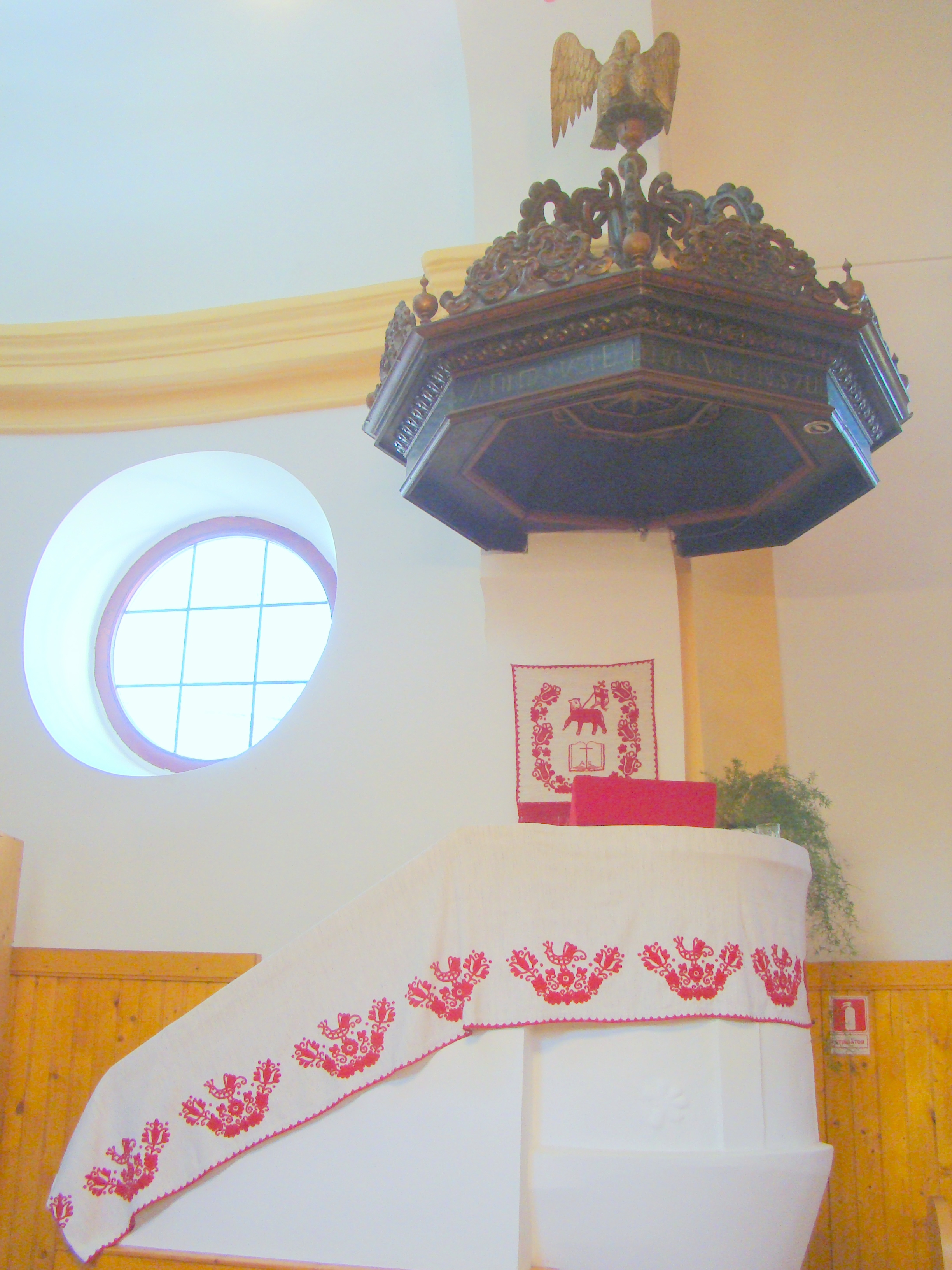
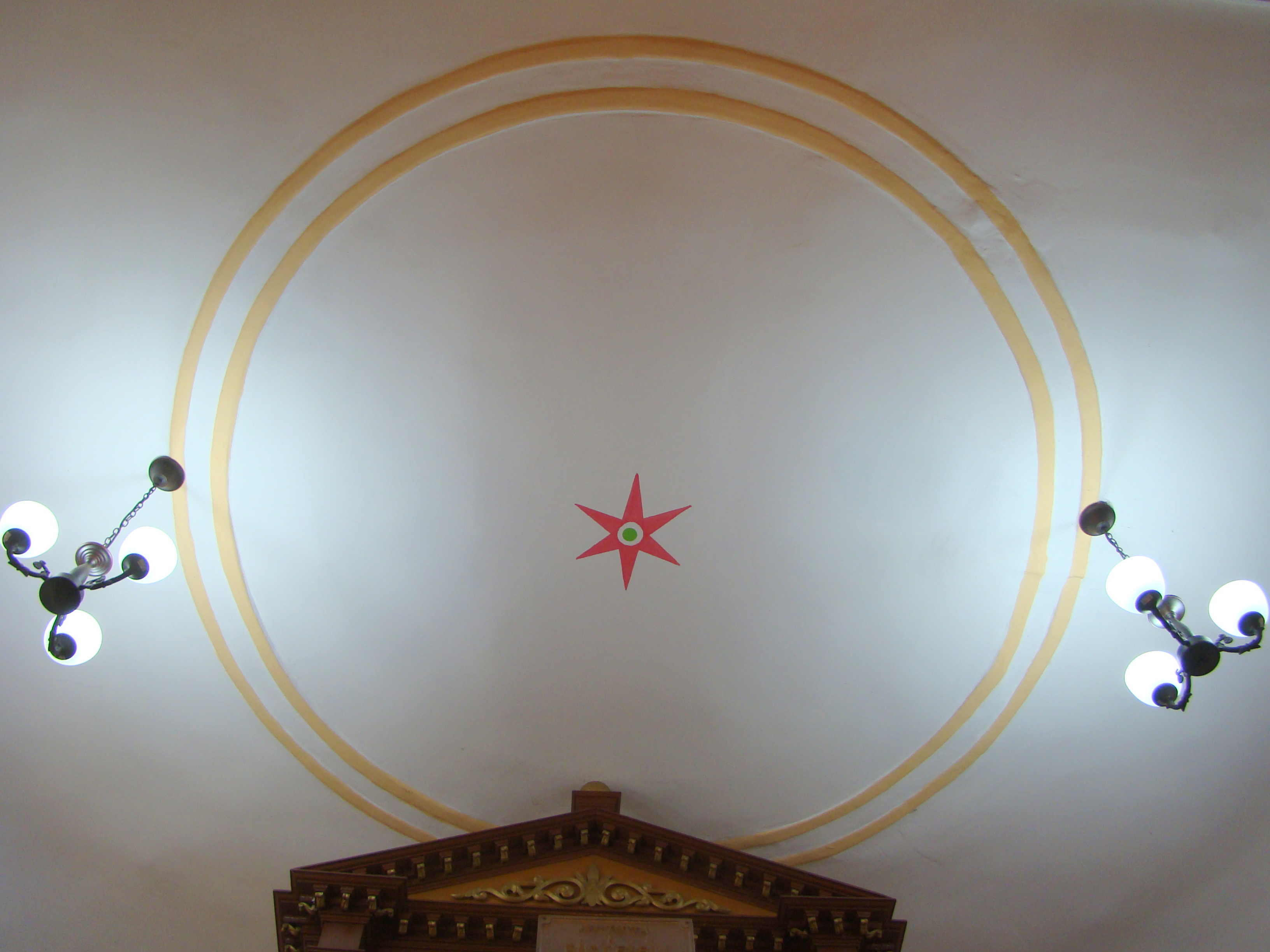
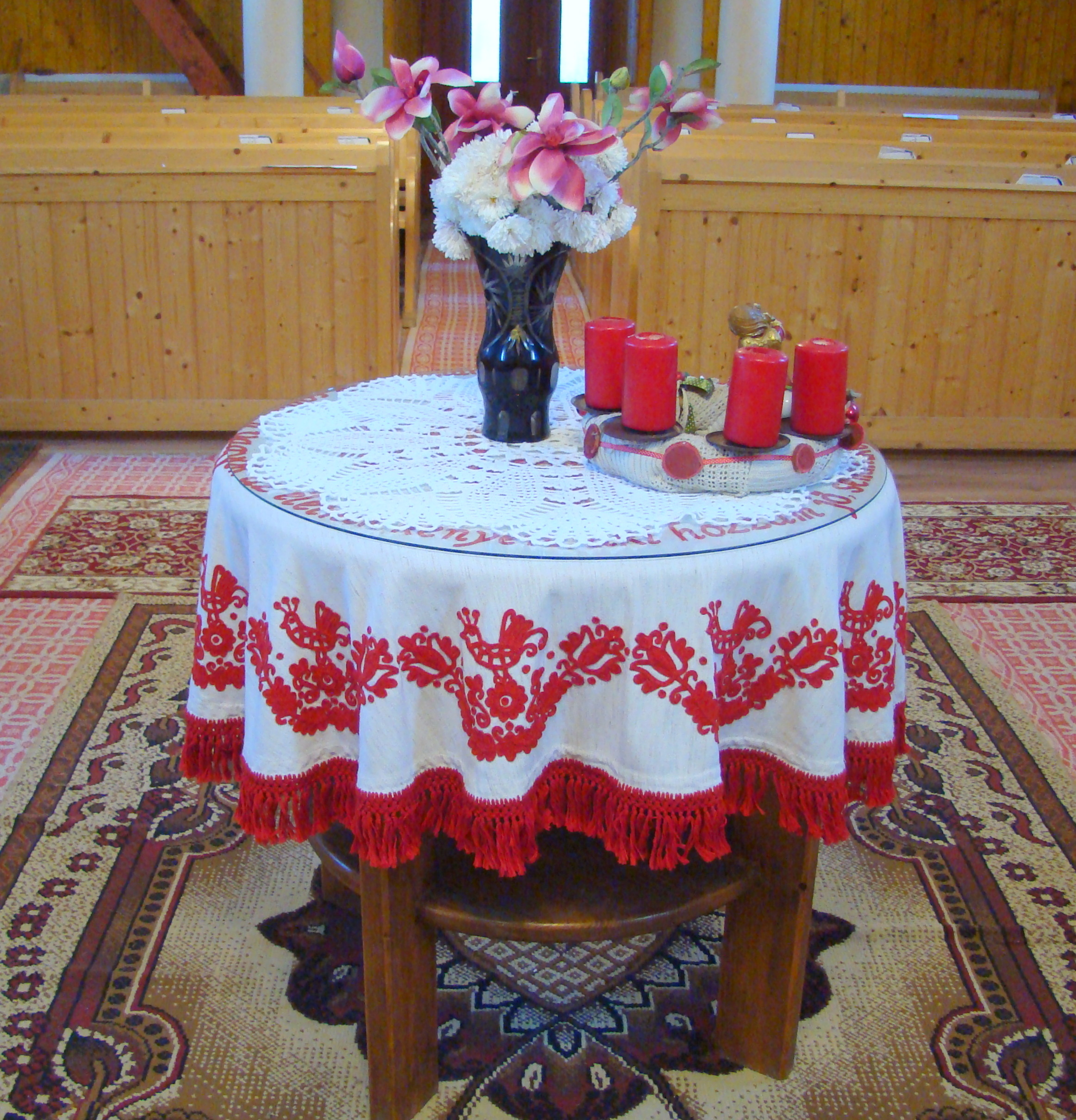
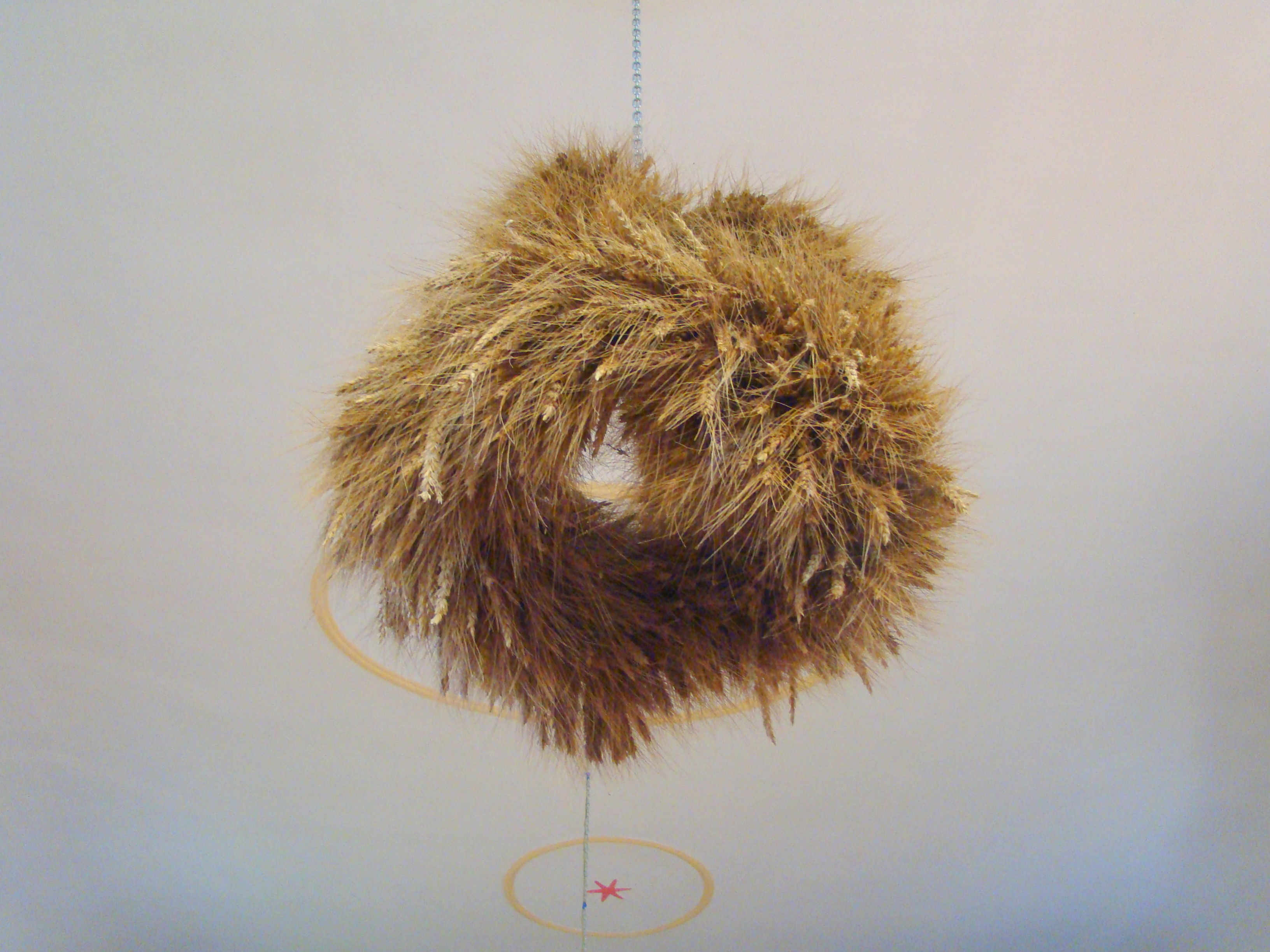
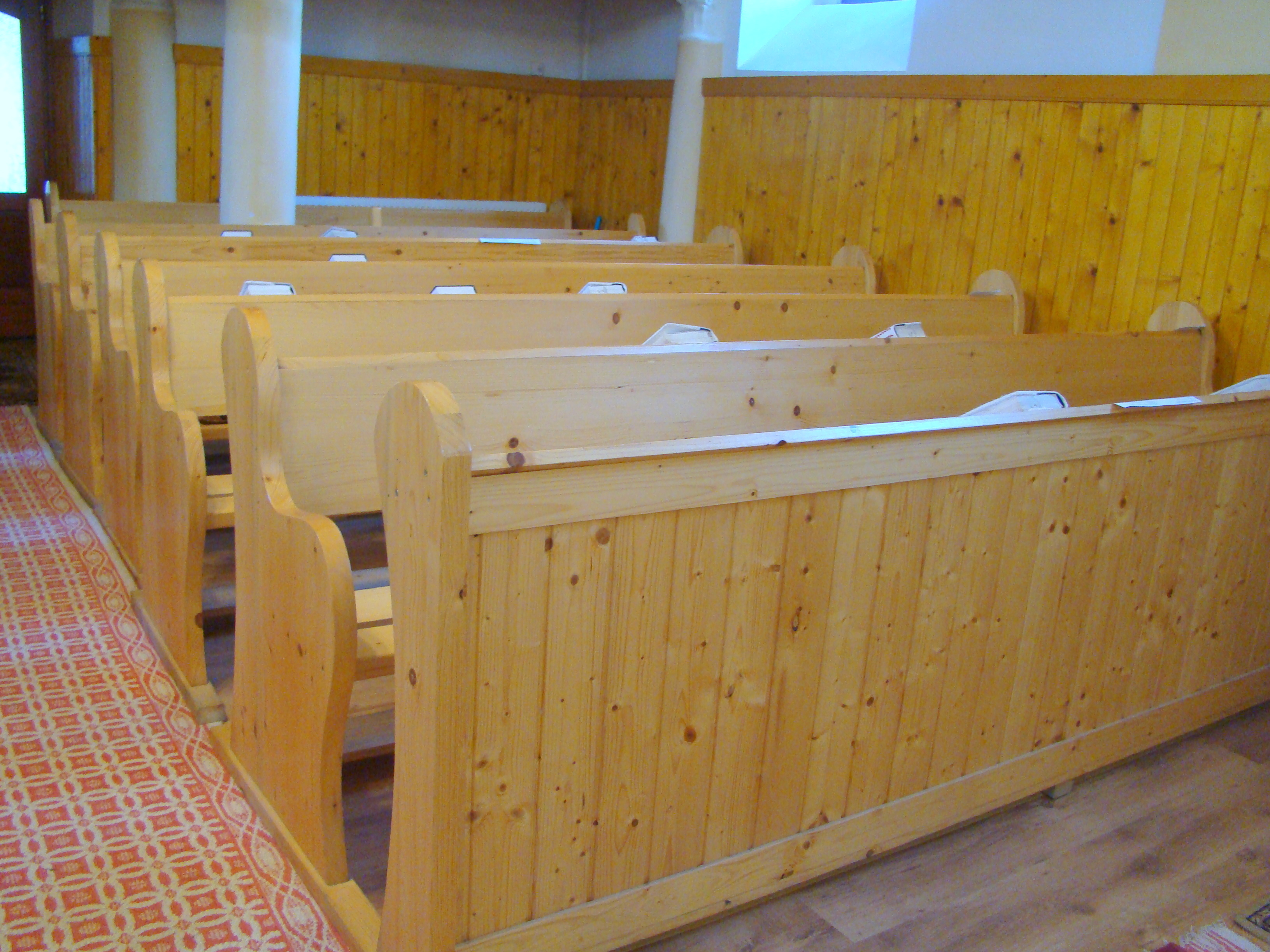
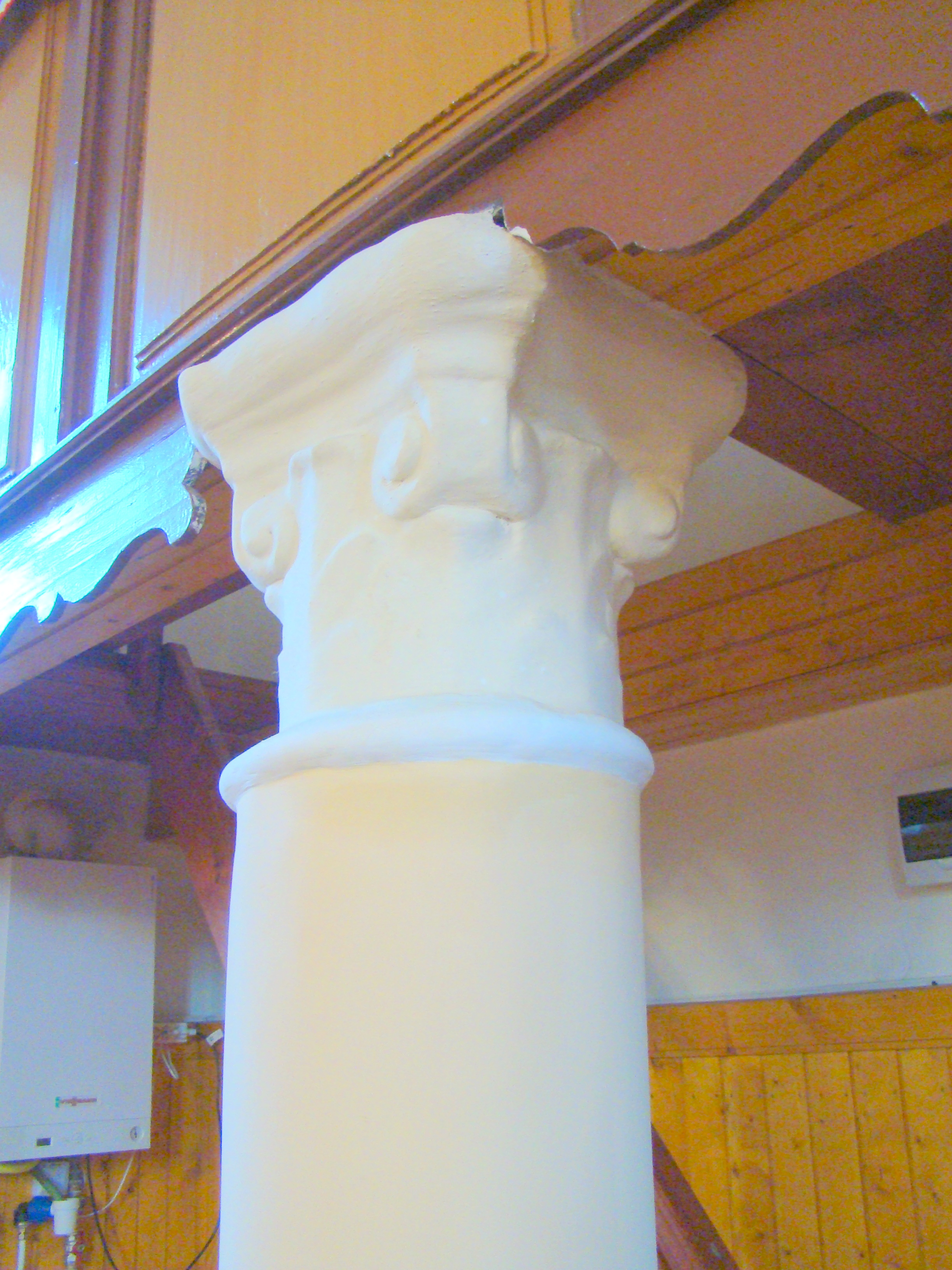
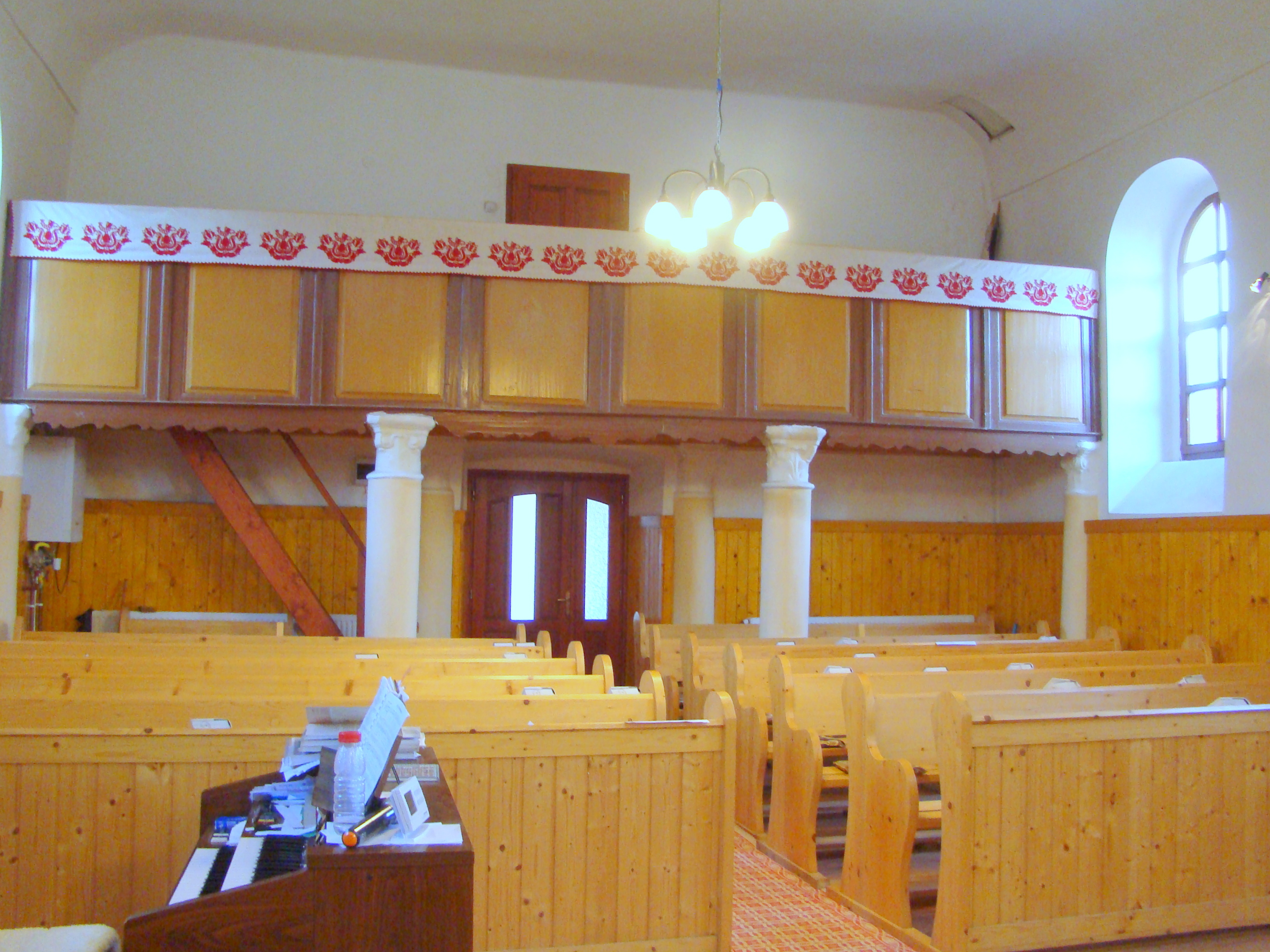

## Vezi și
- Cinta, Mureș